# Lightbulb Sun
Lightbulb Sun – шостий студійний альбом англійського гурту прогресивного року Porcupine Tree, який вийшов у липні 2000 року.
Цей альбом, як і попередній Stupid Dream, набув більш комерційного поп-звучання, порівняно з більш абстрактним та інструментальним напрямком ранніх альбомів гурту, а також найважчого металевого звучання з усіх альбомів 2000-х років.
Lightbulb Sun умовно можна поділити на дві частини: перша закінчується на пісні Rest Will Flow і їй притаманна більш мелодійна структура, а друга частина (починаючи з пісні Hatesong) — в основному експериментального характеру.

## Створення та запис
Lightbulb Sun був виданий всього через 14 місяців після попереднього альбому Stupid Dream. Лідер гурту Стівен Вілсон зауважив, що це був «…найшвидший альбом, який ми коли-небудь робили (за 3 місяці)», але поза тим «наша найкраща робота на сьогодні» . 
Щодо текстів, то Вілсон втомився писати про абстрактні поняття, як-от війну або релігію, і відчув потребу у більш особистих та емоційних текстах, що призвело до особливого негативізму, наприклад, у піснях Hatesong чи Feel So Low.
У музичному плані Вілсон хотів повернути звучанню деякі з експериментальних напрямків, від яких гурт відійшов на Stupid Dream: «Річард (Барбієрі) і я працювали над створенням певного унікального звучання клавішних на альбомі – наприклад, «ярмаркового» на How is Your Life Today?  чи «комашиного» наприкінці Russia On Ice. Про вплив металу Стівен говорив так: «... частина чудового гітарного соло на Where We Would Be вийшла з «прямого» звучання, яке потім пройшло через таке сильне спотворення (дисторшн) і процес лоу-фай (lo-fi – цільове пониження якості), що звук став шиплячим і подрібненим. 
Гітарні рифи на Russia On Ice є чисто металеві, а одне зі соло на Hatesong я називаю Korn-соло, оскільки нижні струни на гітарі спущені так низько, що звуки можна викривити на кілька тонів». 
З іншого боку, гурт використав під час запису такі нетрадиційні для року інструменти, як банджо, цимбали, а також більше партій струнного оркестру, які були аранжовані Дейвом Грегорі з гурту альтернативного року XTC.
Вілсон назвав звучання альбому більш органічним, ніж у попередніх альбомах, заявивши, що «у такій пісні, як Winding Shot (назва першої половини треку Last Chance To Evacuate Planet Earth) відчутні впливи гуртів Crosby, Stills, Nash & Young і Nick Drake, хоча кінцевий результат, сподіваємося, вийшов як «чистий» Porcupine Tree.
Річард Барбієрі так описував свій підхід до гри на клавішних: «... більша частина моїх клавішних експериментів звучить на таких треках, як Russia On Ice, Last Chance To Evacuate Planet Earth, Feel So Low і 4 Chords That Made А Million, у той час як в інших композиціях, схоже, не було необхідності значної участі клавішних. Я не грав впродовж цілого треку, коли не бачив справжньої потреби у цьому».
Більшість пісень із сесій запису альбомів Lightbulb Sun та Stupid Dream було видано у 2001 році на збірнику Recordings. 

## Характеристика композицій
Композиції Four Chords That Made А Million, Where We Would Be і Russia Оn Ice вперше виконувались під час турне на підтримку Stupid Dream за кілька місяців до виходу Lightbulb Sun. 
Пісня Last Chance Тo Evacuate Planet Earth Before It Is Recycled містить проповідь Маршалла Епплвайта (Marshall Applewhite) – лідера релігійного культу Небесні Ворота, члени якого вірили, що походять з іншої планети.
Композицію The Rest Will Flow заледве не було вилучено з альбому, оскільки  деякі члени гурту ставили під сумнів її вписування у канву альбому, але Вілсон зрештою настояв на включенні цього треку, стверджуючи, що це «потенційний сингл». Пісня справді була призначена для третього синглу, запланованого на жовтень 2000 року, але з невідомих причин вихід синглу не відбувся.
Пісня Feel So Low була перезаписана у 2004 році гуртом-проектом Вілсона Blackfield. У цій версії пісні, яка увійшла тільки до вінілового видання першого альбому Blackfield, перший куплет виконаний Авівом Геффеном (Aviv Geffen) на івриті. Пізніше ця композиція виконувалась наживо повністю англійською мовою, але істотно відрізнялася від оригіналу Porcupine Tree, оскільки наприкінці було додано довгу, «важку» інструментальну частину. 
Вілсон вірив, що композиція Buying New Soul, яка згодом увійшла до збірника Recordings і до перевидання альбому 2008 року, ймовірно була б включена до оригінального альбому, якби була написана кількома місяцями раніше.

## Критичні відгуки
Критичні відгуки про альбом були в основному позитивними. Часопис Classic Rock описав альбом як «альбом приголомшливих пісень і вражаючою музикальності..., що захоплює дух» . Allmusic високо оцінив якість альбому та його більш комерційний напрямок і назвав треки Feel So Low і  The Rest Will Flow «двома найкращими мелодіями Вілсона». Медіа-компанія ARTISTdirect застерегла, що хоча Lightbulb Sun відрізняється від пізніших альбомів Porcupine Tree (зокрема Fear Of A Blank Planet (2007)) та звичайного прогресивного року в загальному, але «гурт досягнув у цілому більш приємного звучання. Також, у той час як меломани можуть знайти насичені гармонії і інтригуючі аранжування в об'ємному звучанні, сила альбому Lightbulb Sun у меланхолійних мелодіях, які звучали б так само добре в моно». Музичний вебсайт The Real Musician теж висловив подібні думки і вважав альбом останнім альбомом «старого» Porcupine Tree (до зміни стилю у напрямку металевого звучання на альбомі  In Absentia) .
Багато оглядачів вважали, що альбом звучав як твори гурту Pink Floyd . 
Альбом також отримав високу оцінку за те, що є більш доступнішим, ніж більшість творів прогресивного року.  Часопис Musoscribe зазначив:  «Lightbulb Sun, як і всі альбоми (Porcupine Tree), насправді є дуже доступним матеріалом. Багато в чому музика Porcupine Tree може служити прикладом для знайомства слухача з досі незвіданим жанром: якщо ви рок-фанат, але не зовсім прог-року, вона ніжно полегшить вам знайомство. Якщо ... ви не фанат металу, гурт ... може показати вам переваги цього жанру…».

## Трек-лист
Усі композиції написав Steven Wilson, крім Hatesong (Colin Edwin, Wilson) і Russia Оn Ice (Richard Barbieri, Edwin, Chris Maitland, Wilson). Аранжування Porcupine Tree.
| #     | Назва                                                        | Тривалість |
| ----- | ------------------------------------------------------------ | ---------- |
| 1.    | «Lightbulb Sun»                                              | 5:33       |
| 2.    | «How Is Your Life Today?»                                    | 2:48       |
| 3.    | «Four Chords That Made A Million»                            | 3:38       |
| 4.    | «Shesmovedon»                                                | 5:15       |
| 5.    | «Last Chance To Evacuate Planet Earth Before It Is Recycled» | 4:50       |
| 6.    | «The Rest Will Flow»                                         | 3:36       |
| 7.    | «Hatesong»                                                   | 8:28       |
| 8.    | «Where We Would Be»                                          | 4:14       |
| 9.    | «Russia On Ice»                                              | 13:05      |
| 10.   | «Feel So Low»                                                | 5:16       |
| 56:17 |                                                              |            |

| Бонус-диск (спеціальне видання, 2001) | Бонус-диск (спеціальне видання, 2001)                              | Бонус-диск (спеціальне видання, 2001) | Бонус-диск (спеціальне видання, 2001) |
| #                                     | Назва                                                              | Автор                                 | Тривалість                            |
| ------------------------------------- | ------------------------------------------------------------------ | ------------------------------------- | ------------------------------------- |
| 1.                                    | «Buying New Soul (Edit)»                                           | Barbieri, Edwin, Maitland, Wilson     | 6:09                                  |
| 2.                                    | «Pure Narcotic» (версія з альбому Stupid Dream (1999))             |                                       | 5:20                                  |
| 3.                                    | «Tinto Brass (Live)» (Концертний запис композиції зі Stupid Dream) | Barbieri, Edwin, Maitland, Wilson     | 6:48                                  |
| 4.                                    | «The Rest Will Flow (партія струнних)» (прихований трек)           | Barbieri, Edwin, Maitland, Wilson     |                                       |

### Перевидання 2008 року
Перевидання Lightbulb Sun здійснене 21 квітня 2008 року лейблом Kscope як дводисковий альбом та тридисковий комплект перших виданих 5000 екземплярів. Перший компакт-диск містив ремастеровану версію оригінального альбому; другий (DVD-A – альбом в 5.1-канальному об’ємному звучанні та три бонусних треки Disappear, Buying New Soul та Cure For Optimism, записаних під час музичних сесій створення альбому; третій диск обмеженого видання включав два інструментальні треки Novak (сторона Б оригінального синглу Shesmovedon), а також подовжену на 4 хвилини інструментальну версію Buying New Soul без вокальної партії.
| CD 1 | CD 1                                                         | CD 1       |
| #    | Назва                                                        | Тривалість |
| ---- | ------------------------------------------------------------ | ---------- |
| 1.   | «Lightbulb Sun»                                              | 5:31       |
| 2.   | «How Is Your Life Today?»                                    | 2:46       |
| 3.   | «Four Chords That Made A Million»                            | 3:36       |
| 4.   | «Shesmovedon»                                                | 5:14       |
| 5.   | «Last Chance To Evacuate Planet Earth Before It Is Recycled» | 4:49       |
| 6.   | «The Rest Will Flow»                                         | 3:18       |
| 7.   | «Hatesong»                                                   | 8:30       |
| 8.   | «Where We Would Be»                                          | 4:13       |
| 9.   | «Russia On Ice»                                              | 13:05      |
| 10.  | «Feel So Low»                                                | 5:22       |

| CD 2 | CD 2                | CD 2       |
| #    | Назва               | Тривалість |
| ---- | ------------------- | ---------- |
| 1.   | «Disappear»         | 3:40       |
| 2.   | «Buying New Soul»   | 10:26      |
| 3.   | «Cure For Optimism» | 6:36       |

## Учасники запису
Porcupine Tree
- Стівен Вілсон (Steven Wilson) – вокали, гітари, фортепіано, мелотрон, цимбали, семплування, банджо, арфа, продюсування
- Річард Барбієрі (Richard Barbieri) – синтезатори, орган Хаммонда, Родес-піано, клавінет, мелотрон
- Колін Едвін (Colin Edwin) – бас-гітара, драм-машина, гімбрі
- Кріс Мейтленд (Chris Maitland) – ударні, бек-вокал

Запрошені музиканти
- Stuart Gordon – скрипка, альт
- Nick Parry – віолончель
- Eli Hibit – додаткова ритм-гітара

Струнний квартет (The Minerva String Quartet)
- Katy Latham – скрипка
- Lisa Betteridge – скрипка
- Sarah Heines – альт
- Emmeline Brewer – віолончель

Технічний персонал
- Chris Blair – мастеринг
- John Foxx – фотографії
- Luigi Colasanti Antonelli – фотографії